# Военно-промышленный комплекс США
Военно-промышленный комплекс США (англ. Military–industrial complex) — альянс монополистического ядра военной промышленности США с верхушкой государственного аппарата, то есть военно-промышленный комплекс государства. 
Современный военно-промышленный комплекс США сформировался в 1950-е годы. Главные его компоненты — руководство военно-промышленных корпораций, верхушка Пентагона и других военных ведомств. В военно-политическом блоке НАТО ВПК США является наиболее мощным и зрелым.

## История
Большинство исследователей считают, что военно-промышленный комплекс США окончательно сложился после Второй мировой войны в условиях становления системы государственно-монополистического капитализма, развёртывания научно-технической революции и углубления общего кризиса капитализма.
Сам термин «военно-промышленный комплекс» впервые был употреблён в речи президента Эйзенхауэра 17 января 1961 года.
Использование результатов военных научных исследований в различных отраслях экономики способствовало созданию ёмкого рынка сбыта для фирм — изготовителей новой техники. В том же направлении действовало снижение цен на базе увеличения серийности производства. Высокие темпы научных исследований в условиях милитаризации экономики и развития новых подотраслей радиоэлектронной промышленности, например вычислительной техники, способствовало бурному росту отрасли в целом. Именно чересчур развитый военно-промышленный комплекс США и спровоцированная им гонка вооружений во многом способствовала возникновению и бурному развитию ряда новых, на тот момент, отраслей промышленности, в том числе радиоэлектронной.

## Структура
Схематически военно-промышленный комплекс объединяет следующие звенья государственно-монополистической системы:
- Военно-промышленные концерны (государственные и частномонополистические);
- Банки, финансирующие военное производство (государственные и частномонополистические);
- Монополистические союзы предпринимателей (в особенности их военные отделы);
- Научные центры военного характера (специализированные НИИ, ракетные, атомные центры, военные исследования ВУЗов);
- Государственные ведомства и учреждения (Министерство обороны, генералитет, разведывательная служба и др.);
- Комитеты конгресса, прямо или косвенно связанные с гонкой вооружения;
- Правое руководство партий, поддерживающее гонку вооружений.

При этом границы военно-промышленного комплекса строго не очерчены, он не имеет юридического статуса, некоторые его элементы постоянно меняются, но его ядро остаётся довольно стабильным. Определить границы военно-промышленного комплекса можно, установив заказчиков и подрядчиков военной продукции и военных научных исследований, определив финансовые связи милитаристских сил, проследив систему личных политических и деловых связей задействованных ключевых лиц, выделив политические, государственные и общественные силы, выступающие с реваншистскими, милитаристскими концепциями и призывами.

### Военно-промышленные концерны
Основу производственных мощностей большинства американских, как и многих других военно-промышленных концернов составляют заводы и установки, построенные целиком на государственные средства и переданные концернам в управление. Такая система позволяет концернам в короткий срок и фактически безо всяких затрат расширять выпуск вооружений в периоды подъема военной конъюнктуры и в то же время избавляет их от необходимости реконструировать заводы за собственный счёт при переходе к новым видам вооружений. При затратах на капитальное строительство не более 1 % от суммы годового оборота, эти концерны перекладывают на правительство фактически все расходы связанные с расширением и реконструкцией не только арендованных государственных, но и собственных военных заводов.
- Food Machinery and Chemical Corporation (FMC) — многоотраслевая корпорация, долгое время была одним из ведущих подрядчиков ВПК США в части разработки и серийного производства лёгкой гусеничной бронетехники различного назначения.

## Экспорт
Стокгольмский институт исследования проблем мира сообщает что за период 2010—2014 гг. США были крупнейшим в мире экспортёром основных вооружений. США поставили оружие, по крайней мере 94 государствам. 
Соединённые Штаты также являются восьмым государством по величине импорта крупного вооружения и военной техники за тот же период.
В 2015 году США сохранили первое место по продаже вооружений и военной техники в мире (увеличение на 4 млрд).